# Stefan Gimpl
Stefan Gimpl (* 31. Oktober 1979 in Leogang, Salzburg) ist ein österreichischer Freestyle-Snowboarder.

## Werdegang

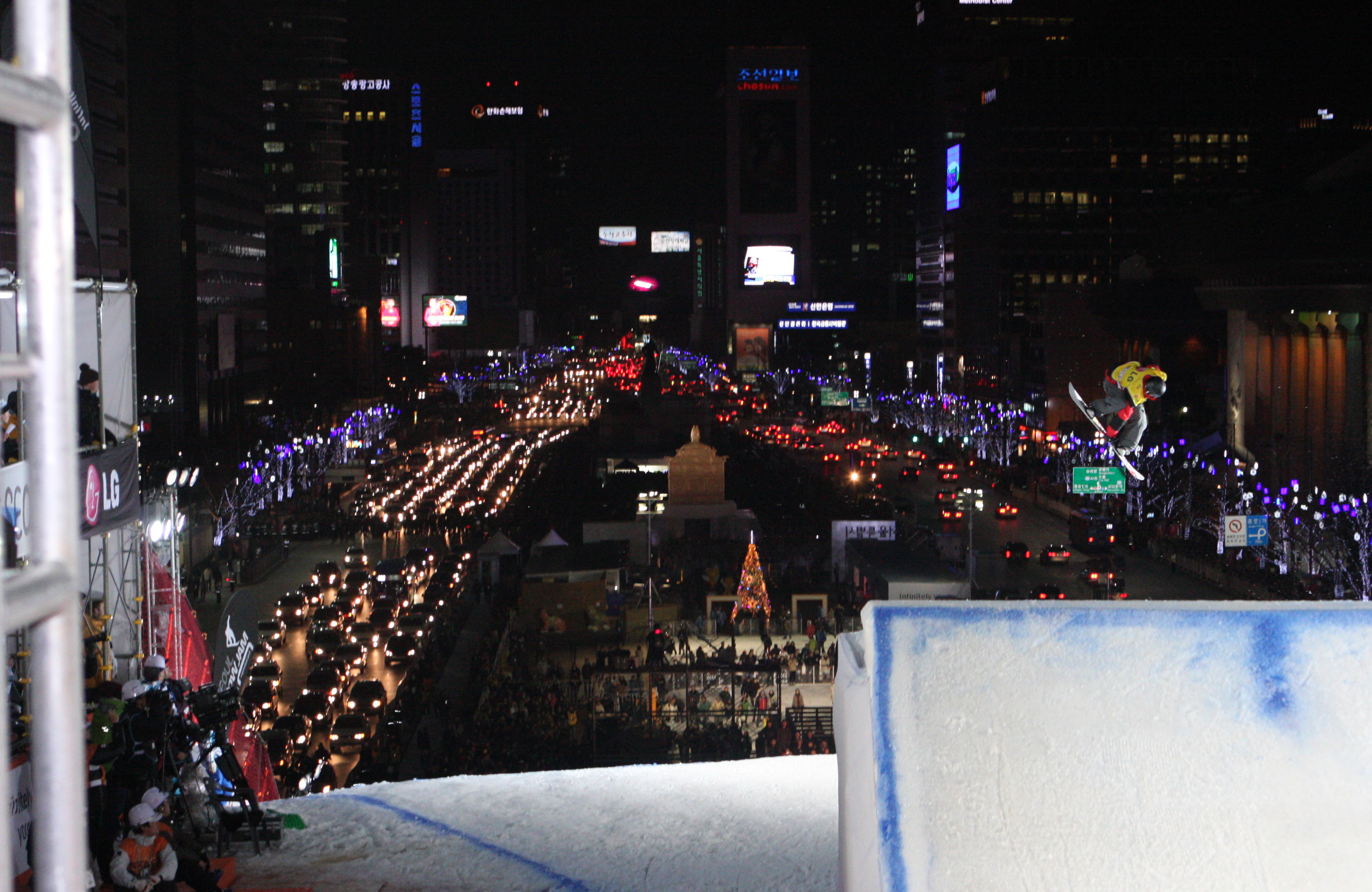
Stefan Gimpl bei einem World Cup in Seoul (2009)

Im Alter von zwölf Jahren stand Stefan Gimpl erstmals auf einem Snowboard und baute sich hinter seinem Elternhaus seine ersten eigenen Sprungschanzen. 1996 begann er seine Karriere und nahm seither als professioneller Fahrer an internationalen Wettbewerben teil. Er ist der bisher einzige Fahrer, welcher den Air & Style Contest dreimal in Serie gewonnen hat (1999, 2000 und 2001). Des Weiteren gewann er im Jahre 1999 und 2000 den Soul City Contest und 2002 den freestyle.ch. Seinen ersten FIS-Weltcup absolvierte er zu Beginn der Saison 2005/06 in Rotterdam, welchen er auf dem zweiten Platz im Big Air beendete. Es folgte im Big Air in Klagenfurt sein erster Weltcupsieg. Beim Weltcup in Mailand wurde er Zweiter und gewann damit den Big Air Weltcup. Zudem errang er den 16. Platz im Gesamtweltcup. Im März 2006 wurde er beim Wangl Tangl in Mayrhofen Zweiter im Slopestyle. In der folgenden Saison kam er im Weltcup viermal unter die ersten Zehn, darunter Platz drei im Big Air in Turin und belegte zum Saisonende den vierten Platz im Big Air Weltcup. Bei den Snowboard-Weltmeisterschaften 2007 in Arosa errang er den 18. Platz im Big Air. Nach Platz zwei im Big Air in Rotterdam zu Beginn der Saison 2007/08, holte er drei Weltcupsiege und belegte einmal den dritten Platz. Zum Saisonende erreichte er den fünften Platz im Gesamtweltcup und gewann den Big Air Weltcup. Zu Beginn der folgenden Saison siegte er beim freestyle.ch in Zürich. Im weiteren Saisonverlauf belegte er im Weltcup zweimal den zweiten Platz und holte zwei Siege in Stoneham und in Moskau. Beim Saisonhöhepunkt den Snowboard-Weltmeisterschaften 2009 in Gangwon gewann er die Bronzemedaille im Big Air. Die Saison beendete er auf den sechsten Platz im Gesamtweltcup und wie im Vorjahr auf dem ersten Rang im Big Air Weltcup. In seiner letzten aktiven Saison 2009/10 gewann er drei Weltcups und belegte einmal den zweiten Platz. Zum Saisonende kam er auf den fünften Platz im Gesamtweltcup und gewann zum dritten Mal in Folge den Big Air Weltcup.

## Erfolge

### ISF Weltcup
- 4 Siege (Soul City Vienna 1999, sowie Air & Style, 1999, 2000, 2001)

### FIS Weltcup
- 9 Weltcupsiege im Big Air

| Nr. | Datum             | Ort        |
| --- | ----------------- | ---------- |
| 1.  | 7. Januar 2006    | Klagenfurt |
| 2.  | 22. Dezember 2007 | Sofia      |
| 3.  | 5. Januar 2008    | Graz       |
| 4.  | 9. Februar 2008   | Moskau     |
| 5.  | 21. Februar 2008  | Stoneham   |
| 6.  | 7. März 2009      | Moskau     |
| 7.  | 31. Oktober 2009  | London     |
| 8.  | 7. November 2009  | Barcelona  |
| 9.  | 21. November 2009 | Stockholm  |

### Weitere Erfolge
- 2. Platz in der Halfpipe-Junioren-WM (1996)
- 2. Platz beim Toyota Big Air in Sapporo (1999/2000/2002)
- 3. Platz beim Toyota Big Air in Sapporo (2001/2003)
- 1. Platz beim Air & Style Contest 1999 in Innsbruck
- 1. Platz beim Soul City Contest (1999/2000)
- 1. Platz beim Air & Style Contest 2000 und 2001 in Seefeld in Tirol
- 2. Platz beim Soul City Contest (2002)
- 2. Platz beim Kaunertal Opening (2002)
- 2. Platz beim Soul City Contest in Wien (2003)
- 2. Platz beim Big Air Weltcup in Rotterdam (2005)
- 2. Platz beim Big Air Weltcup in Mailand (2006)
- 2. Platz im Slopestyle beim Wangl Tangl in Mayrhofen (2006)
- 1. Platz im Big Air Weltcup 2005/06
- 3. Platz beim Big Air Weltcup in Turin (2007)
- 2. Platz beim Big Air Weltcup in Rotterdam (2007)
- 3. Platz beim Big Air Weltcup in Chiesa in Valmalenco (2008)
- 1. Platz im Big Air Weltcup 2007/08
- 1. Platz beim freestyle.ch in Zürich (2008)
- 2. Platz beim Big Air Weltcup in London (2008)
- 2. Platz beim Big Air Weltcup in Grenoble (2008)
- 3. Platz im Big Air bei den Snowboard-Weltmeisterschaften 2009 in Gangwon
- 1. Platz im Big Air Weltcup 2008/09
- 2. Platz beim Big Air Weltcup in Seoul (2009)
- 1. Platz im Big Air Weltcup 2009/10

## FIS-Weltcup-Gesamtplatzierungen
| Saison  | Gesamt | Gesamt | Big Air | Big Air |
| Saison  | Punkte | Platz  | Punkte  | Platz   |
| ------- | ------ | ------ | ------- | ------- |
| 2005/06 | 3100   | 16.    | 3100    | 1.      |
| 2006/07 | 1740   | 30.    | 1740    | 4.      |
| 2007/08 | 4640   | 5.     | 4640    | 1.      |
| 2008/09 | 4100   | 6.     | 4100    | 1.      |
| 2009/10 | 4300   | 5.     | 4300    | 1.      |

## Auszeichnungen
- 2006: Silbernes Ehrenzeichen für Verdienste um die Republik Österreich[1]